# Magnolia cavaleriei
Magnolia cavaleriei là một loài thực vật có hoa trong họ Magnoliaceae. Loài này được (Finet & Gagnep.) Figlar mô tả khoa học đầu tiên năm 2000.